# Cris Vianna
Kelly Cristina dos Santos (San Pablo, 11 de abril de 1977) es una actriz brasileña.

## Biografía
En su adolescencia trabajó como niñera. Antes de empezar a trabajar como modelo, Cris Vianna cantó durante tres años en el grupo vocal Black Voices, en San Pablo. También trabajó como modelo profesional.
En 1998 participó en el videoclip Inaraí, de Katinguelê.
En 2005 debutó como actriz en la telenovela América, como la bailarina Drica. Después trabajó en Sinhá moça, en la que representó a la esclava María de los Dolores. En 2006, en El profeta, Cris representó a la profesora Gilda. En 2008, el director Wolf Maya la invitó a trabajar en la telenovela Duas caras. Cuando inició la grabación de la novela, Cris Vianna estaba terminando su participación en la película Última parada 174, de Bruno Barreto, basada en el secuestro del autobús 174 en Río de Janeiro en el año 2000. En esta película, ella interpreta a Marisa ―una exdrogadicta que se convierte en evangélica, madre adoptiva del secuestrador Sandro, que es adoptado por el Meleca (‘moco’), el narcotraficante que domina la favela―.
En 2009, Cris Vianna fue en la novela Paraíso, de la Red Globo. Al año siguiente, trabajó en Tiempos modernos. En 2011, en Fina estampa, la actriz interpretó a la carismática Dagmar de los Ángeles, vendedora de empanadas, que atrajo la atención pública sobre todo por sus escenas sensuales y por sus diálogos, a menudo emocionantes, con su problemático hijo Leandro de los Ángeles (representado por Rodrigo Simas).
En 2011, la actriz fue «reina de la batería» de la escuela de samba Grande Río. Es la actual reina de la escuela de samba Imperatriz Leopoldinense.
En 2014 trabajó en la telenovela Imperio, como la reina de la batería Juju Popular.

## Controversia
El 1 de diciembre de 2015, la actriz fue víctima de prejuicio racial a través de internet, junto con la periodista María Julia Coutinho y la actriz Taís Araújo. Los presentadores de televisión Octavio Costa y Mónica Iozzi dieron una declaración durante el programa Vídeo Show denunciando la falta de responsabilidad de las personas fanáticas en internet y también acerca de la violencia a las mujeres.

## Filmografía

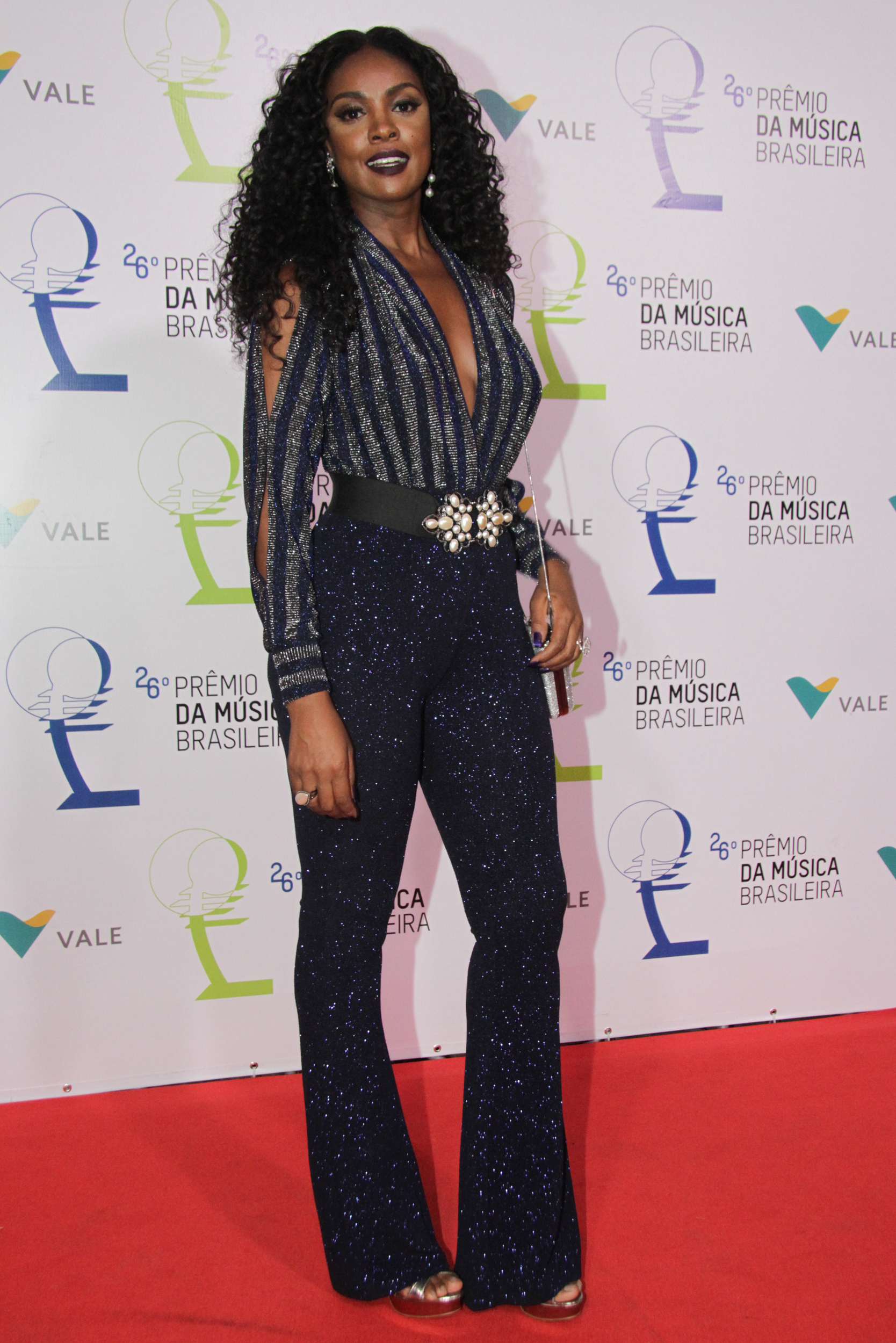
Cris Vianna en la entrega de los Premios de la Música Brasilera.

### Televisión
- 2005: América, como Drica[2]
- 2006: Sinhá Moça, como María das Dores (Das Dores).
- 2006: O Profeta, como la profesora Gilda
- 2007: Duas caras, como Sabrina Soares da Costa
- 2008: Casos e Acasos, como Marta
- 2009: Paraíso, como Candinha
- 2010: Tempos modernos, como Tita Bicalho
- 2011: Fina estampa, como Dagmar dos Anjos
- 2012: As brasileiras, como Marlene (en el episodio «A Sambista da BR-116»).
- 2012: Salve Jorge, como Júlia Campos Albuquerque (Julinha).[3]
- 2014: Império, como Juliane Alves Matos (Juju Popular).[4]
- 2015: A Regra do Jogo, como Indira Dourado
- 2018-19: O Tempo Não Para, como Cairu
- 2024: Família é Tudo, como Lulu Mancini[5]

### Cine
- 2008: Última Parada 174, como Marisa[2]
- 2009: Besouro, como Teresa
- 2009: Flordelis - Basta uma Palavra para Mudar, como Vânia.

## Premios
- 2009: premio Contigo de Cinema, como mejor actriz de reparto, por Última Parada 174.[6]
- 2010: premio Raça Negra, como mejor actriz de cine, por Besouro.[7]
- 2012: premio Top Of Business, como actriz destacada del año, por Fina Estampa.[8]